# Sopište
Sopište (in macedone Сопиште?) è un comune rurale nella parte settentrionale della Macedonia del Nord di 5 656 abitanti (dato 2002). La sede comunale è nella località omonima.

## Geografia fisica
Il comune confina con Skopje a nord, con Želino e Makedonski Brod a ovest e con Studeničani a est.

## Società

### Evoluzione demografica
In base al censimento del 2002 la popolazione è così suddivisa dal punto di vista etnico:
- Macedoni: 3 404
- Albanesi: 1 942
- Turchi: 243
- Altri: 67

## Località
Il comune è formato dall'insieme delle seguenti località:
- Sopište (sede comunale)
- Čiflik
- Barovo
- Dobri Dol
- Dolno Sonje
- Držilovo
- Gorno Sonje
- Govrlevo
- Jabolci
- Nova Breznica
- Patiška Reka
- Rakotinci
- Sveta Petka